# Lac aux Deux Décharges
Lac aux Deux Décharges är en sjö i Kanada.   Den ligger i regionen Saguenay–Lac-Saint-Jean och provinsen Québec, i den östra delen av landet, 800 km nordost om huvudstaden Ottawa. Lac aux Deux Décharges ligger 757 meter över havet. Arean är 15,9 kvadratkilometer. Den sträcker sig 7,6 kilometer i nord-sydlig riktning, och 6,2 kilometer i öst-västlig riktning.
Trakten runt Lac aux Deux Décharges är nära nog obefolkad, med mindre än två invånare per kvadratkilometer.